# LXQt
LXQt é um conjunto de pacotes de software em desenvolvimento, com o objetivo de proporcionar um ambiente de trabalho completo. Ele foi formado a partir da fusão dos projetos LXDE e Razor-qt.

## História
Insatisfeito com GTK+ 3, o mantenedor do LXDE Hong Jen Yee experimentou com Qt no início de 2013, e lançou a primeira versão do PCManFM baseado em Qt . Ele esclareceu, porém, que isso significa que não há saída do GTK+ no LXDE, dizendo: "O Gtk+ e Qt versões coexistirão". Ele mais tarde fez a portabilidade do front-end do LXDE, Xrandr, para o Qt.
Em 3 de julho de 2013 Hong Jen Yee anunciou uma portabilidade total em Qt da LXDE suite, e, em 21 de julho de 2013, o Razor-qt e LXDE anunciaram que decidiram fundir os dois projetos. Esta integração significa que as versões GTK+ e Qt coexistirão no início, mas que, eventualmente, a versão GTK+ será interrompida e todos os esforços serão focados na portabilidade para Qt. A fusão do LXDE-Qt e Razor-qt foi renomeada LXQt, e o primeiro lançamento, a versão 0.7.0, foi disponibilizado em 7 de maio de 2014.

## Componentes de Software
LXQt consiste em muitos componentes modulares, alguns deles dependendo do Qt e do KDE Frameworks 5.
| Nome                 | Dependências (além de Qt) | Comentários |
| -------------------- | ------------------------- | --- |
| qterminal            |                           | Usa a linha de comando, agora faz parte da LXQt                                                                    |
| QupZilla             |                           | |
| sddm                 |                           | Simple Desktop Display Manager , composto para LXQt e em QML                                                       |
| lximage-qt           |                           | Visualizador de imagens                                                                                            |
| lxmenu-data          |                           | arquivos necessários para a freedesktop.org os menus da área de trabalho                                           |
| lxqt-about           |                           | Sobre o diálogo |
| lxqt-admin           |                           | ferramenta de administração de sistema                                                                             |
| lxqt-common          |                           | arquivos comuns (ficheiros de gráficos, temas, área de trabalho arquivos de entrada ...)                           |
| lxqt-config          | KScreen (RandR)           | configurações do sistema centro                                                                                    |
| lxqt-globalkeys      |                           | daemon e biblioteca para registro de atalhos de teclado gerais                                                     |
| lxqt-notificationd   |                           | notificação daemon                                                                                                 |
| lxqt-openssh-askpass |                           | prompt de senha openssh                                                                                            |
| lxqt-panel           | Sólidos                   | painel de área de trabalho (barra de tarefas)                                                                      |
| lxqt-policykit       |                           | Polkit agente de autenticação                                                                                      |
| lxqt-powermanagement | Sólidos                   | gestão de energia daemon                                                                                           |
| lxqt-qtplugin        |                           | Plataforma de integração de plugin Qt (todos programas baseados em Qt podem adotar definições do LXQt)             |
| lxqt-runner          |                           | o lançador de aplicativos                                                                                          |
| lxqt-session         |                           | gerenciador de sessão                                                                                              |
| lxqt-sudo            |                           | GUI frontend para o sudo/su                                                                                        |
| menu-cache           |                           | |
| obconf-qt            |                           | ferramenta de configuração do Openbox escrito em Qt                                                                |
| compton-conf         |                           | ferramenta GUI de configuração para gerenciador de composição Compton X (metacity ⇒ xcompmgr ⇒ dcompmgr ⇒ Compton) |
| pcmanfm-qt           |                           | portabilidade Qt do gerenciador de arquivos PCManFM                                                                |
| qt-gtk-engine        |                           | Temas GTK+ 3 em programas com estilos Qt                                                                           |

### Roteiro
- LXQt Roteiro

## Histórico de versão
| Versão | Data       | Comentário |
| ------ | ---------- | --- |
| 0.7.0  | 2014-05-07 | |
| 0.8.0  | 2014-10-13 | trazendo compatibilidade total Qt 5 |
| 0.9    | 2015-02-08 | Com pesadas limpezas internas e refatorações. Compatibilidade com Qt 4 foi interrompida, exigindo Qt 5 & KDE Frameworks 5. Qt 5.3 é agora a versão mínima necessária.                                                                                   |
| 0.10   | 2015-11-02 | |
| 0.11   | 2016-09-24 | Para responder a preocupações de que aplicativos baseados em Qt têm pesado uso de memória, esta versão foi comparada com o Xfce, revelando que, depois de um arranque a frio, LXQt o uso de memória foi de 112 MB, apenas um pouco menos do que o Xfce. |
| 0.12   | 2017-10-21 | A versão mínima do Qt 5.6.1 |
| 0.13   | 2018-05-21 | Todos os pacotes estão prontos para Qt 5.11 |